# Louise Viger
Pour les articles homonymes, voir Viger.
Louise Viger est une sculptrice canadienne née en 1940 à Grand-Mère et décédée à Montréal le 19 juin 2018,. Elle est l'auteure de plusieurs sculptures publiques, dont une à la mémoire du comédien Jean Duceppe.

## Biographie

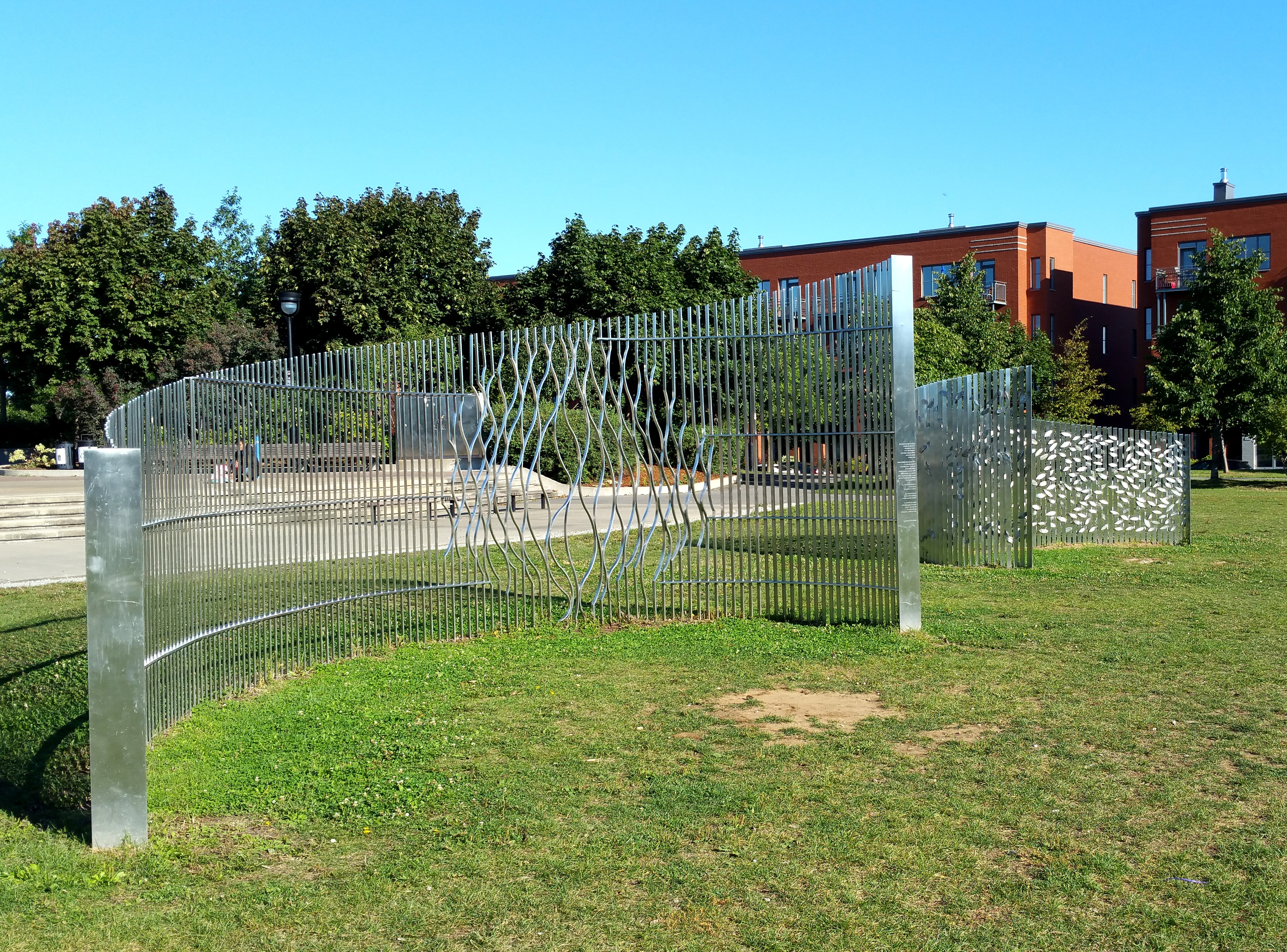
Des lauriers pour mémoire, Jean Duceppe 1923-1990, parc Jean-Duceppe, Montréal

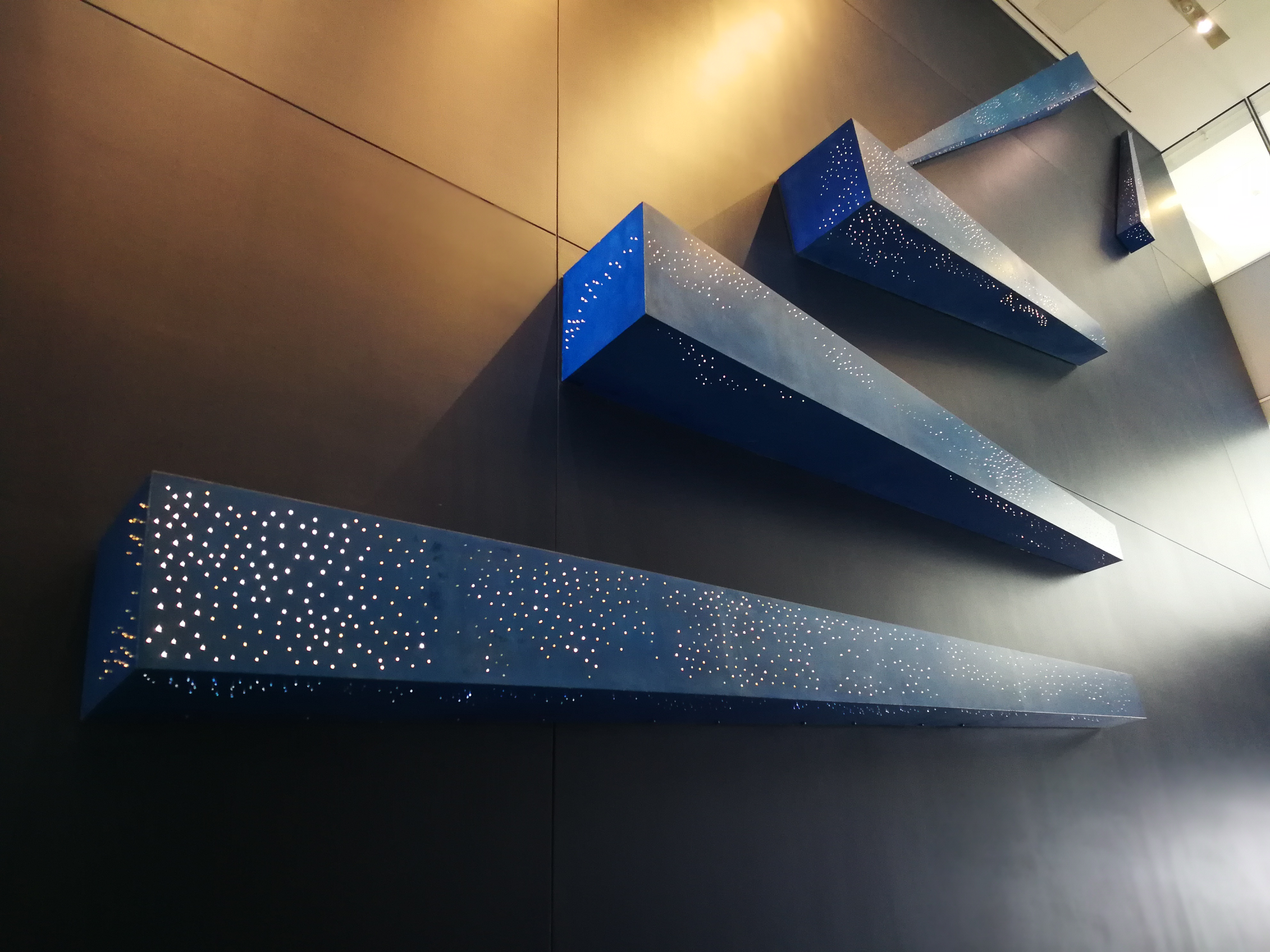
La traversée des lucioles, Centre hospitalier de l’Université de Montréal

Elle détient un baccalauréat de l'Université Laval et une maîtrise en arts visuels de l'Université Concordia. Elle est cofondatrice de La Chambre blanche à Québec, où elle fut membre du conseil d'administration de 1978 à 1981 et directrice en 1982-1983.

## Musées et collections publiques
- Musée d'art contemporain de Montréal
- Musée national des beaux-arts du Québec[6]

## Œuvre

### Orientation de son travail
Louise Viger a créé de nombreuses œuvres au sujet de l'être humain et de sa condition. Dans ses sculptures, elle est reconnue pour utiliser des matériaux inusités tels que de la mousse de sécheuse ou des formes issues de la nourriture.

### Œuvres

#### Œuvres d'art publique
- Voix sans bruit, 2005
- Des lauriers pour mémoire, Jean-Duceppe 1923-1990, 2009
- Une architecture d'air, 2015
- La traversée des lucioles, 2016